# Resolució 473 del Consell de Seguretat de les Nacions Unides
La Resolució 473 del Consell de Seguretat de les Nacions Unides, fou aprovada per unanimitat el 13 de juny de 1980.
Després de recordar resolucions 392 (1976), 417 (1977), 418 (1977), 454 (1979) i la 466 (1980) i les cartes del Comitè per a Sud-àfrica, el Consell va expressar la seva preocupació i va condemnar Sud-àfrica per l'assassinat de manifestants, inclosos escolars, oposats a l'apartheid.
La resolució va demanar l'alliberament de presos polítics, inclòs Nelson Mandela, sota una proposta d'amnistia. També va expressar la seva simpatia amb les víctimes de la violència i va demanar la fi de la legislació d'apartheid que afecta els mitjans de comunicació, judicis, organitzacions i igualtat d'oportunitats. El Consell també va demanar a Sud-àfrica que cessés els atacs militars contra altres països, i encoratja a altres estats membres a reforçar l'embargament d'armes al país.